# 24 часа Ле-Мана 2017
24 часа Ле-Мана 2017 (фр. 24 Heures du Mans 2017) — 85-я по счёту автомобильная гонка на выносливость, организованная Западным автомобильным клубом, которая состоялась 17—18 июня 2017 года на трассе Ле-Ман неподалёку от одноимённого города во Франции, являющаяся также третьим этапом чемпионата мира по автогонкам на выносливость. Победителем стал второй экипаж Porsche, осуществивший в ходе гонки прорыв на лидирующую позицию с предпоследнего места, на котором он оказался после длительного ремонта. Многочисленные технические проблемы и инциденты в классе LMP1 привели к тому, что команда Toyota, основной соперник Porsche, выбыла из борьбы за победу ещё до середины гонки, победители оказались единственными представителями данного класса на подиуме в общем зачёте, а экипаж класса LMP2 лидировал в гонке и имел реальные шансы на победу в генеральной классификации.
Для Porsche данная победа стала 3-й подряд и 19-й за всё время выступления в гонке. Также был во второй раз за последние три года был побит рекорд времени прохождения круга в квалификации.
Гонку посетило 258,5 тыс. зрителей.

## Изменения в трассе и правилах
С 2017 года команды в классе LMP2 должны использовать одно из четырёх гоночных шасси, разработанных Dallara, Onroak, ORECA или Riley-Multimatic, и двигатель, разработанный Gibson.
Вступила действие новая редакция правил, касающихся финиша в гонке. Теперь, чтобы быть классифицированным, необходимо на прохождение финального круга затратить не более 15 минут вместо прежних 6. Если же прохождение заняло более 6 минут, экипаж будет оштрафован на определённое число кругов: 6-7 мин — 1 круг, 7-9 мин — 2 круга, 9-10 мин — 4 круга, 10-15 мин — 10 кругов.
После ухода Audi из гонок на выносливость в качестве автомобилей безопасности и медицинских автомобилей стали использоваться BMW.
В октябре 2016 года на трассе Бугатти, включая общий участок с трассой Сарта, был уложен новый асфальт.
Было изменено правило медленных зон: их количество было уменьшено до 9, а их границы были расположены таким образом, чтобы гонщикам не приходилось резко тормозить.
Также были расширены зоны вылета в поворотах Порше, что вызвало недовольство некоторых гонщиков, и изменена конфигурация барьеров в повороте Мезон-Бланш.

## Заявки

### Автоматические заявки
Автоматически на гонку были приглашены победители предыдущего года в своих классах, а также победители и некоторые команды, занявшие второе место, в Европейской и Азиатской серии Ле-Ман, Кубке Ле-Мана, а также два участника Чемпионата спорткаров IMSA. Автоматические приглашения также получили все команды, принимавшие участие в 2017 году на полном расписании в чемпионате мира по автогонкам на выносливость. Команды, принявшие автоматическое приглашение, могут выступать на другой технике, но не имеют права переходить в другой класс. Исключение сделано для команд, выступавших в Европейской серии Ле-Ман в классе LMGTE, которые могли выбирать между классами LMGTE Pro и Am, и для команд, выступавших в Азиатской серии Ле-Ман в классе LMP3, которые могли выбирать между классами LMP2 и LMGTE Am.
| Основание для приглашения                     | LMP1         | LMP2                 | LM GTE Pro                 | LM GTE Am            |
| 1-й в гонке 24 часа Ле-Мана                   | Porsche Team | Signatech Alpine     | Ford Chip Ganassi Team USA | Scuderia Corsa       |
| 1-й в Европейской серии Ле-Ман (LMP2 и LMGTE) |              | G-Drive Racing       | Aston Martin Racing        | Aston Martin Racing  |
| 2-й в Европейской серии Ле-Ман (LMGTE)        |              |                      | JMW Motorsport             | JMW Motorsport       |
| 1-й в Европейской серии Ле-Ман (LMP3)         |              | United Autosports    |                            |                      |
| Участники Чемпионата спорткаров IMSA          |              | Keating Motorsport   |                            | Scuderia Corsa       |
| 1-й в Азиатской серии Ле-Ман (LMP2 и GT)      |              | Algarve Pro Racing   | DH Racing                  | DH Racing            |
| 1-й в Азиатской серии Ле-Ман (LMP3)           |              | Tockwith Motorsports |                            | Tockwith Motorsports |
| 1-й в Кубке Ле-Мана                           |              |                      |                            | TF Sport             |

### Список участников
Вместе со списками участников чемпионата мира по автогонкам на выносливость и Европейской серии Ле-Ман был объявлен список из 60 основных участников участников и двух запасных: команда RLR Msport в категории спортпрототипов, которая позже отозвала свою заявку, и четвёртая заявка команды Proton Competition в категории Gran Turismo.
После ухода Audi Sport Team Joest и Rebellion Racing из LMP1 количество участников в данном классе сократилось до шести.

## Тесты
Официальные тесты состоялись 4 июня 2017 г. Камуи Кобаяси показал на Toyota лучшее время 3.18,132, что на 1,5 секунды быстрее поула предыдущего года. Второе и третье места также заняли гонщики Toyota Кадзуки Накадзима (3.19,290) и Хосе-Мария Лопес (3.21,455). Гонщики Porsche Эрл Бамбер (3.21,512) и Нил Яни (3.22,100) заняли четвёртое и пятое места. В классе LMP2 лучшее время показал Нельсон Панчиатичи на Signatech Alpine № 35 (3.28,146), на втором месте — Жан-Эрик Вернь из Manor с отставанием 0,7 с. В классе LMGTE Pro быстрее всех был Оливер Гевин на Corvette (3.54,701), второе место занял Фредерик Маковецки на Porsche. В классе LMGTE Am — Педру Лами на Aston Martin (3.58,250). Максимальная скорость на прямой была показана на Dallara P217 команды Villorba Corse — 341,3 км/ч. Лучший из автомобилей класса LMP1, ENSO CLM P1/01-Nismo команды ByKolles с результатом 336 км/ч занял четвёртое место, лучший заводской прототип, Toyota — 14-е место с результатом 330 км/ч.
После тестов для соблюдения баланса сил был уменьшен диаметр отверстия рестриктора на автомобиле Chevrolet Corvette C7.R.

## Квалификация
Первая квалификационная сессия прошла 14 июня. Её начало было запланировано на 20.00, но отложено на 20 мин из-за ремонта барьерного ограждения, повреждённого во время гонки поддержки, а продолжительность сокращена до 1 ч 40 мин. В течение первых 20 минут сессии лучшие времена показали сначала Нил Яни (3.20,362), затем — Тимо Бернхард (3.19,710) и наконец, через 15 мин — Камуи Кобаяси (3.18,793), после чего обладатель промежуточного поула не изменился до конца сессии. Второй результат показал Кадзуки Накадзима, третий — Тимо Бернхард, четвёртый — Николя Лапьер, пятый — Нил Яни. Доминик Крайхаймер из единственной частной команды в классе LMP1 ByKolles занял шестое место с отставанием от промежуточного поула в более чем в 10 секунд. В классе LMP2 долгое время лидировали Виталий Петров и Жан-Эрик Вернь из Manor, но затем их опередили Бруно Сенна из Vaillante Rebellion и Матье Ваксивьер из TDS Racing, ставший в итоге обладателем промежуточного поула в классе. B LMGTE Pro обладателями промежуточного поула стали Марко Соренсен, Ники Тим и Ричи Стенвэй из Aston Martin Racing, опередившие почти на секунду Ferrari Давиде Ригона, Сэма Берда и Мигеля Молину из AF Corse, в LMGTE Am — Матиас Лауда, Педру Лами и Пол Далла Лана из Aston Martin Racing.
Вторая и третья квалификационные сессии прошли на следующий день с 19.00 до 24.00 с перерывом между сессиями в 1 час. Поул-позицию завоевал 1-й экипаж Toyota благодаря рекордному времени Камуи Кобаяси (3.14,791), показанному им во время второй сессии. Второе место занял второй экипаж Toyota со временем 3.17,128, показанным Кадзуки Накадзимой. Места с 3-го по 5-е заняли первый (Нил Яни) и второй (Тимо Бернхард) экипажи Porsche и третий экипаж Toyota (Николя Лапьер). Единственная частная команда в классе LMP1 ByKolles заняла шестое место благодаря времени, показанному Оливером Уэббом, которое на 9 секунд было хуже времени поула. В классе LMP2 поул завоевала команда G-Drive Racing со временем 3.25,352, показанным Алексом Линном, второе место заняла команда Manor благодаря времени, показанному Виталием Петровым, на 0,2 с хуже времени поула, третье место — Jackie Chan DC Racing (Тун Хопинь). В классе LMGTE Pro стал Aston Martin № 97 на 0,191 секунды опередивший AF Corse, в классе LMGTE Am — Chevrolet Corvette № 50 команды Larbre Compétition.
После квалификации стартовый вес Porsche 911 RSR был уменьшен на 8 кг.

### Результаты квалификации
Лучшее время в каждом классе обозначено жирным шрифтом. Лучшее время каждого автомобиля выделено серым фоном.
| Позиция | Класс     | Номер | Команда                    | 1-я квалификация | 2-я квалификация | 3-я квалификация | Разница с быстрейшим результатом | Позиция на стартовой решётке |
| ------- | --------- | ----- | -------------------------- | ---------------- | ---------------- | ---------------- | -------------------------------- | ---------------------------- |
| 1       | LMP1      | 7     | Toyota Gazoo Racing        | 3:18.793         | 3:14.791         | 3:19.928         |                                  | 1                            |
| 2       | LMP1      | 8     | Toyota Gazoo Racing        | 3:19.483         | без времени      | 3:17.128         | +2.337                           | 2                            |
| 3       | LMP1      | 1     | Porsche LMP Team           | 3:21.165         | 3:17.259         | 3:18.210         | +2.468                           | 3                            |
| 4       | LMP1      | 2     | Porsche LMP Team           | 3:19.710         | 3:18.067         | 3:20.154         | +3.276                           | 4                            |
| 5       | LMP1      | 9     | Toyota Gazoo Racing        | 3:19.958         | 3:19.889         | 3:18.625         | +3.834                           | 5                            |
| 6       | LMP1      | 4     | ByKolles Racing Team       | 3:28.887         | 3:26.026         | 3:24.170         | +9.379                           | 6                            |
| 7       | LMP2      | 26    | G-Drive Racing             | 3:31.945         | 3:28.580         | 3:25.352         | +10.561                          | 7                            |
| 8       | LMP2      | 25    | CEFC Manor TRS Racing      | 3:30.502         | 3:25.549         | 3:26.521         | +10.758                          | 8                            |
| 9       | LMP2      | 38    | Jackie Chan DC Racing      | 3:31.024         | 3:26.776         | 3:25.911         | +11.120                          | 9                            |
| 10      | LMP2      | 31    | Vaillante Rebellion        | 3:29.851         | 3:27.564         | 3:26.736         | +11.945                          | 10                           |
| 11      | LMP2      | 13    | Vaillante Rebellion        | 3:31.636         | 3:27.071         | 3:26.811         | +12.020                          | 11                           |
| 12      | LMP2      | 24    | CEFC Manor TRS Racing      | 3:30.847         | 3:26.871         | 3:27.359         | +12.080                          | 12                           |
| 13      | LMP2      | 28    | TDS Racing                 | 3:29.333         | 3:31.085         | 3:27.108         | +12.317                          | 13                           |
| 14      | LMP2      | 35    | Signatech Alpine Matmut    | 3:31.439         | 3:29.328         | 3:27.517         | +12.726                          | 14                           |
| 15      | LMP2      | 37    | Jackie Chan DC Racing      | 3:41.393         | 3:28.432         | 3:27.535         | +12.744                          | 15                           |
| 16      | LMP2      | 27    | SMP Racing                 | 3:34.407         | 3:30.262         | 3:27.782         | +12.991                          | 16                           |
| 17      | LMP2      | 36    | Signatech Alpine Matmut    | 3:31.065         | 3:28.856         | 3:28.051         | +13.260                          | 17                           |
| 18      | LMP2      | 39    | Graff                      | 3:32.987         | 3:36.128         | 3:28.368         | +13.577                          | 18                           |
| 19      | LMP2      | 40    | Graff                      | 3:32.477         | 3:29.396         | 3:28.891         | +14.100                          | 19                           |
| 20      | LMP2      | 22    | G-Drive Racing             | 3:31.963         | 3:28.937         | 3:30.313         | +14.146                          | 20                           |
| 21      | LMP2      | 32    | United Autosports          | 3:34.166         | 3:30.693         | 3:29.151         | +14.360                          | 21                           |
| 22      | LMP2      | 21    | DragonSpeed — 10 Star      | 3:34.046         | 3:30.396         | 3:29.777         | +14.986                          | 22                           |
| 23      | LMP2      | 29    | Racing Team Nederland      | 3:33.796         | 3:31.766         | 3:29.976         | +15.185                          | 23                           |
| 24      | LMP2      | 47    | Cetilar Villorba Corse     | 3:34.846         | 3:30.014         | 3:33.412         | +15.223                          | 24                           |
| 25      | LMP2      | 45    | Algarve Pro Racing         | 3:37.814         | 3:30.164         | 3:32.425         | +15.373                          | 25                           |
| 26      | LMP2      | 23    | Panis Barthez Competition  | 3:35.559         | 3:31.346         | 3:32.888         | +16.555                          | 26                           |
| 27      | LMP2      | 34    | Tockwith Motorsports       | 3:41.628         | 3:33.739         | 3:32.536         | +17.745                          | 27                           |
| 28      | LMP2      | 49    | ARC Bratislava             | 3:37.226         | 3:33.921         | без времени      | +19.130                          | 28                           |
| 29      | LMP2      | 17    | IDEC Sport Racing          | 3:40.162         | 3:36.362         | 3:36.230         | +21.439                          | 29                           |
| 30      | LMP2      | 43    | Keating Motorsport         | 3:40.813         | 3:37.350         | 3:37.007         | +22.216                          | 30                           |
| 31      | LMP2      | 33    | Eurasia Motorsport         | 3:42.660         | 3:42.916         | без времени      | +27.869                          | 31                           |
| 32      | LMGTE Pro | 97    | Aston Martin Racing        | 3:53.296         | 3:51.860         | 3:50.837         | +36.046                          | 32                           |
| 33      | LMGTE Pro | 51    | AF Corse                   | 3:53.123         | 3:52.087         | 3:51.028         | +36.237                          | 33                           |
| 34      | LMGTE Pro | 95    | Aston Martin Racing        | 3:52.117         | 3:52.525         | 3:51.038         | +36.247                          | 34                           |
| 35      | LMGTE Pro | 71    | AF Corse                   | 3:52.235         | 3:52.903         | 3:51.086         | +36.295                          | 35                           |
| 36      | LMGTE Pro | 69    | Ford Chip Ganassi Team USA | 3:55.553         | 3:52.496         | 3:51.232         | +36.441                          | 36                           |
| 37      | LMGTE Pro | 63    | Corvette Racing — GM       | 3:54.847         | 3:52.886         | 3:51.484         | +36.693                          | 37                           |
| 38      | LMGTE Pro | 92    | Porsche GT Team            | 3:54.243         | 3:52.177         | 3:51.847         | +37.056                          | 38                           |
| 39      | LMGTE Pro | 66    | Ford Chip Ganassi Team UK  | 3:55.803         | 3:52.558         | 3:51.991         | +37.200                          | 39                           |
| 40      | LMGTE Pro | 67    | Ford Chip Ganassi Team UK  | 3:54.118         | 3:53.059         | 3:52.008         | +37.217                          | 40                           |
| 41      | LMGTE Pro | 64    | Corvette Racing — GM       | 3:54.876         | 3:52.391         | 3:52.017         | +37.226                          | 41                           |
| 42      | LMGTE Pro | 82    | Risi Competizione          | без времени      | 3:52.138         | 3:54.129         | +37.347                          | 42                           |
| 43      | LMGTE Pro | 68    | Ford Chip Ganassi Team USA | 3:55.059         | 3:52.626         | 3:52.178         | +37.387                          | 43                           |
| 44      | LMGTE Pro | 91    | Porsche GT Team            | 3:54.564         | 3:52.593         | 3:53.807         | +37.802                          | 44                           |
| 45      | LMGTE Am  | 50    | Larbre Compétition         | 3:56.259         | 3:54.559         | 3:52.843         | +38.052                          | 45                           |
| 46      | LMGTE Am  | 98    | Aston Martin Racing        | 3:55.134         | 3:54.456         | 3:53.233         | +38.442                          | 46                           |
| 47      | LMGTE Am  | 62    | Scuderia Corsa             | 3:57.267         | 3:54.576         | 3:53.312         | +38.521                          | 47                           |
| 48      | LMGTE Am  | 77    | Dempsey-Proton Racing      | 3:55.692         | 3:54.890         | 3:53.381         | +38.590                          | 48                           |
| 49      | LMGTE Am  | 55    | Spirit of Race             | 4:01.098         | 3:54.941         | 3:53.641         | +38.850                          | 49                           |
| 50      | LMGTE Am  | 84    | JMW Motorsport             | 3:56.890         | 3:53.981         | 3:53.977         | +39.186                          | 50                           |
| 51      | LMGTE Am  | 83    | DH Racing                  | 3:55.966         | 3:54.813         | 3:54.088         | +39.297                          | 51                           |
| 52      | LMGTE Am  | 90    | TF Sport                   | 3:55.953         | 3:54.319         | 3:54.551         | +39.528                          | 52                           |
| 53      | LMGTE Am  | 99    | Beechdean AMR              | 3:57.463         | 3:55.046         | 3:54.328         | +39.537                          | 53                           |
| 54      | LMGTE Am  | 93    | Proton Competition         | 3:58.196         | 3:54.621         | 3:59.046         | +39.830                          | 54                           |
| 55      | LMGTE Am  | 61    | Clearwater Racing          | 3:56.333         | 3:55.995         | 3:54.955         | +40.164                          | 55                           |
| 56      | LMGTE Am  | 60    | Clearwater Racing          | 3:57.321         | 4:02.436         | 3:54.994         | +40.203                          | 56                           |
| 57      | LMGTE Am  | 88    | Proton Competition         | 3:56.507         | 3:55.468         | 4:00.323         | +40.677                          | 57                           |
| 58      | LMGTE Am  | 54    | Spirit of Race             | 3:58.904         | 3:57.005         | 3:56.301         | +41.510                          | 58                           |
| 59      | LMGTE Am  | 86    | Gulf Racing UK             | 3:58.427         | без времени      | 3:56.469         | +41.678                          | 59                           |
| 60      | LMGTE Am  | 65    | Scuderia Corsa             | 3:58.249         | 3:59.842         | без времени      | +43.458                          | 60                           |

## Гонка
Старт гонки в 15:00 по центральноевропейскому времени отмашкой французским триколором дал исполнительный директор Formula One Group Чейз Кэри. После старта сразу два экипажа столкнулись с проблемами. ByKolles под управлением Оливера Уэбба, обогнав Toyota № 9 под управлением Николя Лапьера, тут же с ней столкнулся, а затем ударился об ограждение трассы разрушив при этом покрышку и носовой обтекатель. Toyota № 9 также повредила носовой обтекатель. После ремонта ByKolles выехал на трассу, сделал несколько кругов и вернулся в боксы. На этом для команды Колина Коллеса гонка закончилась. На автомобиле № 26 команды G-Drive Racing двигатель переключился в безопасный режим, что стоило большого количества потерянных мест.
В классе LMP1 Себастьен Буэми проиграв на старте одну позицию Нилу Яни, вернул её на первом же пит-стопе, а затем уже на трассе опередил напарника по команде Майка Конвея, выйдя таким образом к концу первого часа в лидеры гонки.
В классе LMP2 после старта лидировал Оливер Джарвис, но после первой волны пит-стопов лидерство перешло к Бруно Сенне. Второе и третье места занимали Виталий Петров и Жан-Эрик Вернь. На втором автомобиле G-Drive Racing тоже начались технические проблемы и возникла необходимость длительного ремонта коробки передач. Роман Русинов, в свою очередь ошибся, при заезде в боксы. В повороте Мюльсан Густаво Менезес вылетел в гравийную ловушку, что привело к первому в гонке появлению медленной зоны.
В классе LMGTE Pro лидировал Алессандро Пьер Гвиди на AF Corse № 51, затем его опередили два автомобиля Aston Martin, но отрывы в первой пятёрке оставались минимальными, в классе LMGTE Am — Таунсенд Белл из Scuderia Corsa № 62.
Примерно через 1 ч 20 мин после начала гонки Роман Русинов, пытаясь вернуться в лидирующую группу, столкнулся в поворотах Порше с круговым Porsche № 88 команды Proton Competition под управлением Халеда аль-Кубайси, Porsche после этого ещё дважды врезался в ограждение трассы. Оба гонщика смогли доехать до боксов, но полученные техникой повреждения не позволили продолжить гонку.
К конце третьего часа в гонке уверенно лидировал Камуи Кобаяси на Toyota № 7, на 30 секунд опережая Энтони Дэвидсона на Toyota № 8. Дальше следовали две Porsche и Toyota № 9. В классе LMP2 лидировали Матиас Беш (Vaillante Rebellion № 13) и Николя Прост (Vaillante Rebellion № 31). Тройку лидеров замыкал Алекс Брандл (Jackie Chan DC Racing № 37). Далее шли Manor № 24 (Жан-Эрик Вернь) и № 25 (Симон Труммер), SMP Racing № 27 (Виктор Шайтар). Jackie Chan DC Racing № 38 после ошибки Томаса Лорана откатился с 3-го на 7-е место. Keating Motorsport № 43 под управлением Бен Китинга в конце третьего часа на входе в шикану Данлоп столкнулся с автомобилем категории GT и вылетел в гравий. В классе LMGTE Pro по-прежнему лидировали два автомобиля Aston Martin, а в классе LMGTE Am лидерство также захватил Aston Martin.
К концу 5-го часа Porsche № 1 под управлением Ника Тэнди вышел на 2-е место. В то же время Porsche № 2 через 3,5 часа после старта пришлось заехать в боксы из-за падения мощности тягового электродвигателя системы рекуперативного торможения, замена которого заняла 65 минут, после чего Porsche выехал на трассу на предпоследнем, 56-м месте с отставанием в 19 кругов. В классе LMP2 на третье место вышел Manor № 24 под управлением Джонатана Хирши. Лидер класса LMGTE Pro Aston Martin № 97 откатился на последнее место после прокола заднего левого колеса. В лидеры после этого вышел Aston Martin № 95, второе и третье место занимали автомобили Ford.
В начале 6-го часа спортпрототип TDS № 28 столкнулся с Ferrari № 82 команды Risi Competizione. После столкновения Ferrari потеряла управление и врезалась в ограждение трассы, сильно разбив переднюю часть. Полученные повреждение не позволили продолжить гонку. На время эвакуации автомобиля и ремонта ограждения трассы были введены медленные зоны. Виновным был признан гонщик TDS Матье Ваксивьер, за что команда была наказана 7-минутным stop-and-go.
На восьмом часу гонки сразу три экипажа столкнулись с серьёзными проблемами. На Aston Martin № 98, лидере в классе LMGTE Am взорвалась правая передняя покрышка, разрушив крыло. Педру Лами смог удержать автомобиль и довести его до боксов, но из-за ремонта было потеряно четыре круга и лидерство перешло к JMW Motorsport. Себастьен Буэми сообщил о странных звуках, издаваемых Toyota № 8, однако на телеметрии ничего подозрительного не было. Нил Яни, ехавший следом, также обратил внимание на возможные технические проблемы на Toyota, которая через несколько минут стала терять жидкости, а после остановки перед боксами из-под переднего обтекателя повалил такой сильный дым, что пришлось применить огнетушитель. Оказалось, что вышел из строя передний электропривод и требуется замена не только тягового электродвигателя, но и аккумуляторной батареи. Ремонт занял около двух часов. В конце часа Corvette № 64 потерял заднее левое колесо и Томми Милнер с трудом довёл его до боксов.
На девятом часу два экипажа столкнулись с неисправностями световых приборов: на Rebellion № 13 не горели габаритные огни, на Toyota № 9 — подсветка номера.
В начале десятого часа Оливье Пла на Ford № 66 вылетел в гравийную ловушку и, возвращаясь в боксы, рассыпал гравий по трассе, что вызвало сильное недовольство директора гонки, вынужденного выпустить на трассу автомобили безопасности до того момента, пока гравий не будет убран с трассы. Porsche № 1 развернуло на въезде на пит-лейн, а на пит-стопе пришлось менять носовой обтекатель. Пит-стоп и смена пилота на Toyota № 7 прошли без проблем, после чего Кобаяси остановился перед выходным светофором, на котором горел красный свет, возле боксов Algarve Pro Racing. Пилот этой команды Венсан Капийер, решив (как он потом утверждал) морально поддержать Кобаяси, подошёл к Toyota и показал японскому гонщику большой палец. Однако оранжевый цвет гоночного комбинезона ввёл Кобаяси в заблуждение: в темноте из-за ограниченного обзора из закрытого кокпита он принял Капийера за маршала гонки, а жест ошибочно проинтерпретировал как команду на начало движения. Получив сообщение из боксов, Кобаяси остановился, а когда загорелся зелёный свет, возобновил движение в нештатном режиме с помощью двигателя внутреннего сгорания. Это привело к пробуксовке и перегреву сцепления, которое вышло из строя после рестарта гонки на прямой «старт-финиш». Добраться до боксов, используя энергию, накопленную в системе рекуперативного торможения, не удалось.
Не успели маршалы гонки эвакуировать с трассы автомобиль Кобаяси, как ещё одна Toyota сошла с дистанции. На этот раз № 9 под управлением Николя Лапьера. В конце прямой «старт-финиш» Лапьер, увидев, что на трассу из боксов выезжают автомобили, сместился влево, и тут же в него сзади врезался спортпрототип № 25 команды Manor под управлением Симона Труммера. Manor после столкновения вылетел с трассы на скорости 260 км/ч и оказался полностью разбит, врезавшись в ограждение трассы, а Труммер был госпитализирован в медицинский центр трассы для проведения обследования. Toyota же развернулась на 90° и получила незначительные повреждения. Но уже во время возвращения в боксы разорвалась повреждённая покрышка и её обрывки разбили масляный радиатор коробки передач и повредили систему охлаждения двигателя. Это привело к утечке и возгоранию масла, а также к выходу из строя гидропривода переключения передач. Из-за масляных пятен на асфальте на трассу вновь выехали автомобили безопасности. Попытка Лапьера добраться до боксов на электрической тяге также оказалась неудачной.
К концу 11-го часа после двойного схода Toyota в лидеры вышел первый экипаж Porsche, за ним с отставанием в 8 и 9 кругов шли Vaillante Rebellion № 13 и 31. Porsche № 2 поднялся на 16-е место с отставанием от лидера в 18 кругов. Toyota № 8 после ремонта выехала из боксов на 52 месте с отставанием от лидера в 29 кругов. В классе LMGTE Pro лидировали Aston Martin № 97 и 95, но отрыв от ближайших преследователей был минимальный. В классе LMGTE Am продолжал уверенно лидировать Ferrari № 84 команды JMW Motorsport.
Несмотря на то, что экипаж Porsche № 1, выйдя в лидеры, сбросил темп, к концу 14-го часа преимущество над лидером в классе LMP2 увеличилось до 10 кругов. Porsche № 2 поднялся к тому времени на 13-е место с отставанием от лидера в 17 кругов. В классе LMP2 в лидеры в вышел Jackie Chan DC Racing № 38, опередивший на трассе Vaillante Rebellion № 13, а Vaillante Rebellion № 31 пришлось на 5 минут закатить в боксы для проведения ремонта. В классе LMGTE Pro продолжалась упорная борьба за лидерство, преимущество в которой имели Aston Martin, а в классе LMGTE Am продолжал уверенно лидировать Ferrari № 84 команды JMW Motorsport.
В конце 15-го часа в шикане Форд попал в аварию TDS Racing № 28 под управлением Эммануэлля Коллара, что привело к выезду на трассу автомобилей безопасности.
В начале 19-го часа Vaillante Rebellion № 31 вновь закатили в боксы для ремонта коробки передач, который продолжался почти 1,5 часа и отбросил экипаж на 26-е место. В это же время гонщик другого экипажа Rebellion № 13 едва не увёз за собой на трассу механиков, за что позже был наказан stop-and-go. Вскоре и у него начались технические проблемы: во время каждого пит-стопа механикам приходилось снимать обтекатель и наносить сильный удар по стартёру, чтобы завести двигатель.
К концу 20-го часа преимущество Porsche № 1 над ближайшим соперником составило 13 кругов, а Porsche № 2, прорываясь сквозь пелотон в максимально быстром темпе, поднялся до 6 места с отставанием от лидера в 16 кругов. В классе LMP2 лидировал Jackie Chan DC Racing № 38, вторым шёл Vaillante Rebellion № 13, на третье место вышел Signatech Alpine № 35. В обоих классах LMGTE ситуация осталась без изменений.
В начале 21-го часа Андре Лоттерер сообщил о падении давления масла в системе смазки двигателя и попытался добраться до расположения команды на электрической тяге, однако от этого пришлось отказаться, так как устранить неисправность в боксах было невозможно. В лидеры вышел Jackie Chan DC Racing № 38, за ним, стремительно сокращая разрыв, шёл Porsche № 2, на третьем месте расположился Vaillante Rebellion № 13. В классе LMGTE Pro в лидеры вышел Ян Магнуссен на Corvette № 63, но его преимущество было минимальным. В классе LMGTE Am по-прежнему уверенно лидировал Ferrari № 84.
В начале 22-го часа Jackie Chan DC Racing № 38 пришлось сделать длительный пит-стоп для замены заднего антикрыла. Vaillante Rebellion № 13 во время очередного продолжительного пит-стопа пропустил на второе место в классе и на третье в общем зачёте Signatech Alpine № 35, а через некоторое время ещё и столкнулся с ARC Bratislava № 49, за в очередной раз получил штраф в виде stop-and-go, на этот раз продолжительностью 10 секунд.
Незадолго до начала заключительного часа гонки Porsche № 2 опередил Jackie Chan DC Racing № 38, выйдя в лидеры гонки. За 40 минут до финиша Signatech Alpine № 35 под управлением Андре Неграна попал в аварию и на второе место в классе и на третье в общем зачёте вернулся Vaillante Rebellion № 13.
Porsche № 2, доведя к концу гонки преимущество на ближайшим преследователем до 1 круга, финишировал 1-м в гонке. Победителями стали Тимо Бернхард, Эрл Бамбер (2-я победа в карьере у обоих) и Брендон Хартли, победивший впервые. Второе и третье место общем зачёте заняли представители класса LPM2 Jackie Chan DC Racing № 38 (Тун Хопинь, Томас Лоран, Оливер Джарвис) и Vaillante Rebellion № 13 (Матиас Беш, Давид Хейнемейер Ханссон, Нельсон Пике-младший), они же заняли первые два места в классе, на подиуме к ним присоединился Jackie Chan DC Racing № 37 (Дэвид Чен, Тристан Гомменди, Алекс Брандл). Единственная добравшая до финиша Toyota (Себастьен Буэми, Кадзуки Наказдима, Энтони Дэвидсон) заняла 9-е место. В классе LMGTE Pro борьба за велась до последнего круга. Победителем в ней стал Aston Martin Racing № 97 (Даррен Тернер, Джонатан Адам, Даниэль Серра), второе место занял Ford № 67 (Гарри Тинкнелл, Энди Приоль, Пипо Дерани). Другой претендент на победу, Corvette № 63 (Ян Магнуссен, Антонию Гарсиа, Джордан Тейлор) выбыл из борьбы из-за прокола колеса, тем не менее Тейлор смог привести его к финишу на 3-м месте. В классе LMGTE Am уверенную победу одержал JMW Motorsport № 84 (Роберт Смит, Уил Стивенс, Дрис Вантор): возглавив гонку в своём классе после взрыва покрышки на Aston Martin Racing № 98, экипаж удерживал лидерство 234 круга подряд, финишировав с преимуществом в два круга над занявшим второе место в классе Spirit of Race № 55 (Данкан Кэмерон, Аарон Скотт, Марко Чочи) . Третье место заняли триумфаторы предыдущей гонки Scuderia Corsa № 62 (Купер Макнил, Билл Свидлер, Таундсенд Белл).
Через два дня Vaillante Rebellion № 13 был дисквалифицирован за самовольное внесение изменении в конструкцию автомобиля (было проделано отверстие в обтекателе двигателя для облегчения доступа к стартёру) и работу в закрытом парке для сокрытия нарушения регламента. Все команды, занявшие места ниже, подвинулись на одну строчку вверх: третье место в общем зачёте и второе в классе LMP2 занял Jackie Chan DC Racing № 37, третье место в классе LMP2 — Signatech Alpine № 35 (Нельсон Панчьятичи, Пьер Раг, Андре Негран).

### Результаты гонки
Победители в своём классе выделены полужирным начертанием, участники чемпионата мира по автогонкам на выносливость выделены жёлтым цветом.
| Место | Класс     | Номер | Команда                    | Гонщики                                                  | Шасси                         | Шины | Круги |
| Место | Класс     | Номер | Команда                    | Гонщики                                                  | Двигатель                     | Шины | Круги |
| ----- | --------- | ----- | -------------------------- | -------------------------------------------------------- | ----------------------------- | ---- | ----- |
| 1     | LMP1      | 2     | Porsche LMP Team           | Тимо Бернхард Брендон Хартли Эрл Бамбер                  | Porsche 919 Hybrid            | M    | 367   |
| 1     | LMP1      | 2     | Porsche LMP Team           | Тимо Бернхард Брендон Хартли Эрл Бамбер                  | Porsche 2.0 L Turbo V4        | M    | 367   |
| 2     | LMP2      | 38    | Jackie Chan DC Racing      | Тун Хопинь Тома Лоран Оливер Джарвис                     | Oreca 07                      | D    | 366   |
| 2     | LMP2      | 38    | Jackie Chan DC Racing      | Тун Хопинь Тома Лоран Оливер Джарвис                     | Gibson GK428 4.2 L V8         | D    | 366   |
| 3     | LMP2      | 37    | Jackie Chan DC Racing      | Дэвид Чен Тристан Гомменди Алекс Брандл                  | Oreca 07                      | D    | 363   |
| 3     | LMP2      | 37    | Jackie Chan DC Racing      | Дэвид Чен Тристан Гомменди Алекс Брандл                  | Gibson GK428 4.2 L V8         | D    | 363   |
| 4     | LMP2      | 35    | Signatech Alpine Matmut    | Нельсон Панчьятичи Пьерр Раг Андре Негран                | Alpine A470                   | D    | 362   |
| 4     | LMP2      | 35    | Signatech Alpine Matmut    | Нельсон Панчьятичи Пьерр Раг Андре Негран                | Gibson GK428 4.2 L V8         | D    | 362   |
| 5     | LMP2      | 32    | United Autosports          | Уильям Оуэн Уго де Садлер Филипе Албукерке               | Ligier JS P217                | D    | 362   |
| 5     | LMP2      | 32    | United Autosports          | Уильям Оуэн Уго де Садлер Филипе Албукерке               | Gibson GK428 4.2 L V8         | D    | 362   |
| 6     | LMP2      | 40    | Graff                      | Джеймс Аллен Ричард Брэдли Франк Мателли                 | Oreca 07                      | D    | 361   |
| 6     | LMP2      | 40    | Graff                      | Джеймс Аллен Ричард Брэдли Франк Мателли                 | Gibson GK428 4.2 L V8         | D    | 361   |
| 7     | LMP2      | 24    | CEFC Manor TRS Racing      | Тор Грейвз Джонатан Хирши Жан-Эрик Вернь                 | Oreca 07                      | D    | 360   |
| 7     | LMP2      | 24    | CEFC Manor TRS Racing      | Тор Грейвз Джонатан Хирши Жан-Эрик Вернь                 | Gibson GK428 4.2 L V8         | D    | 360   |
| 8     | LMP1      | 8     | Toyota Gazoo Racing        | Себастьян Буэми Кадзуки Накадзима Энтони Дэвидсон        | Toyota TS050 Hybrid           | M    | 358   |
| 8     | LMP1      | 8     | Toyota Gazoo Racing        | Себастьян Буэми Кадзуки Накадзима Энтони Дэвидсон        | Toyota 2.4 L Turbo V6         | M    | 358   |
| 9     | LMP2      | 47    | Cetilar Villorba Corse     | Андреа Беликки Роберто Лакорте Джорджо Сернаджотто       | Dallara P217                  | D    | 353   |
| 9     | LMP2      | 47    | Cetilar Villorba Corse     | Андреа Беликки Роберто Лакорте Джорджо Сернаджотто       | Gibson GK428 4.2 L V8         | D    | 353   |
| 10    | LMP2      | 36    | Signatech Alpine Matmut    | Ромен Дюма Густаво Менезес Мэтт Рао                      | Alpine A470                   | D    | 351   |
| 10    | LMP2      | 36    | Signatech Alpine Matmut    | Ромен Дюма Густаво Менезес Мэтт Рао                      | Gibson GK428 4.2 L V8         | D    | 351   |
| 11    | LMP2      | 34    | Tockwith Motorsports       | Филип Хэнсон Найджел Мур Карун Чандхок                   | Ligier JS P217                | D    | 351   |
| 11    | LMP2      | 34    | Tockwith Motorsports       | Филип Хэнсон Найджел Мур Карун Чандхок                   | Gibson GK428 4.2 L V8         | D    | 351   |
| 12    | LMP2      | 17    | IDEC Sport Racing          | Патрис Лафарг Поль Лафарг Давид Золлингер                | Ligier JS P217                | M    | 344   |
| 12    | LMP2      | 17    | IDEC Sport Racing          | Патрис Лафарг Поль Лафарг Давид Золлингер                | Gibson GK428 4.2 L V8         | M    | 344   |
| 13    | LMP2      | 29    | Racing Team Nederland      | Рубенс Баррикелло Ян Ламмерс Фриц ван Эрд                | Dallara P217                  | D    | 344   |
| 13    | LMP2      | 29    | Racing Team Nederland      | Рубенс Баррикелло Ян Ламмерс Фриц ван Эрд                | Gibson GK428 4.2 L V8         | D    | 344   |
| 14    | LMP2      | 21    | DragonSpeed — 10 Star      | Хенрик Хердман Феликс Розенквист Бен Хэнли               | Oreca 07                      | D    | 343   |
| 14    | LMP2      | 21    | DragonSpeed — 10 Star      | Хенрик Хердман Феликс Розенквист Бен Хэнли               | Gibson GK428 4.2 L V8         | D    | 343   |
| 15    | LMP2      | 33    | Eurasia Motorsport         | Жак Николе Пьер Николе Эрик Мари                         | Ligier JS P217                | D    | 341   |
| 15    | LMP2      | 33    | Eurasia Motorsport         | Жак Николе Пьер Николе Эрик Мари                         | Gibson GK428 4.2 L V8         | D    | 341   |
| 16    | LMP2      | 31    | Vaillante Rebellion        | Бруно Сенна Николя Прост Жюльен Каналь                   | Oreca 07                      | D    | 340   |
| 16    | LMP2      | 31    | Vaillante Rebellion        | Бруно Сенна Николя Прост Жюльен Каналь                   | Gibson GK428 4.2 L V8         | D    | 340   |
| 17    | LMGTE Pro | 97    | Aston Martin Racing        | Даррен Тёрнер Джонатан Адам Даниэль Серра                | Aston Martin Vantage GTE      | D    | 340   |
| 17    | LMGTE Pro | 97    | Aston Martin Racing        | Даррен Тёрнер Джонатан Адам Даниэль Серра                | Aston Martin 4.5 L V8         | D    | 340   |
| 18    | LMGTE Pro | 67    | Ford Chip Ganassi Team UK  | Гарри Тинкнелл Энди Приоль Пипо Дерани                   | Ford GT                       | M    | 340   |
| 18    | LMGTE Pro | 67    | Ford Chip Ganassi Team UK  | Гарри Тинкнелл Энди Приоль Пипо Дерани                   | Ford EcoBoost 3.5 L Turbo V6  | M    | 340   |
| 19    | LMGTE Pro | 63    | Corvette Racing — GM       | Ян Магнуссен Антонио Гарсиа Джордан Тейлор               | Chevrolet Corvette C7.R       | M    | 340   |
| 19    | LMGTE Pro | 63    | Corvette Racing — GM       | Ян Магнуссен Антонио Гарсиа Джордан Тейлор               | Chevrolet 5.5 L V8            | M    | 340   |
| 20    | LMGTE Pro | 91    | Porsche GT Team            | Рихард Лиц Фредерик Маковецки Патрик Пиле                | Porsche 911 RSR               | M    | 339   |
| 20    | LMGTE Pro | 91    | Porsche GT Team            | Рихард Лиц Фредерик Маковецки Патрик Пиле                | Porsche 4.0 L Flat-6          | M    | 339   |
| 21    | LMGTE Pro | 71    | AF Corse                   | Давиде Ригон Сэм Берд Мигель Молина                      | Ferrari 488 GTE               | M    | 339   |
| 21    | LMGTE Pro | 71    | AF Corse                   | Давиде Ригон Сэм Берд Мигель Молина                      | Ferrari F154CB 3.9 L Turbo V8 | M    | 339   |
| 22    | LMGTE Pro | 68    | Ford Chip Ganassi Team USA | Джоуи Хэнд Тони Канаан Дирк Мюллер                       | Ford GT                       | M    | 339   |
| 22    | LMGTE Pro | 68    | Ford Chip Ganassi Team USA | Джоуи Хэнд Тони Канаан Дирк Мюллер                       | Ford EcoBoost 3.5 L Turbo V6  | M    | 339   |
| 23    | LMGTE Pro | 69    | Ford Chip Ganassi Team USA | Райан Бриско Скотт Диксон Ричард Уэстбрук                | Ford GT                       | M    | 337   |
| 23    | LMGTE Pro | 69    | Ford Chip Ganassi Team USA | Райан Бриско Скотт Диксон Ричард Уэстбрук                | Ford EcoBoost 3.5 L Turbo V6  | M    | 337   |
| 24    | LMGTE Pro | 64    | Corvette Racing — GM       | Оливер Гевин Томми Милнер Марсель Фесслер                | Chevrolet Corvette C7.R       | M    | 335   |
| 24    | LMGTE Pro | 64    | Corvette Racing — GM       | Оливер Гевин Томми Милнер Марсель Фесслер                | Chevrolet 5.5 L V8            | M    | 335   |
| 25    | LMGTE Pro | 95    | Aston Martin Racing        | Ники Тим Марко Соренсен Ричи Стенэвей                    | Aston Martin Vantage GTE      | D    | 334   |
| 25    | LMGTE Pro | 95    | Aston Martin Racing        | Ники Тим Марко Соренсен Ричи Стенэвей                    | Aston Martin 4.5 L V8         | D    | 334   |
| 26    | LMGTE Am  | 84    | JMW Motorsport             | Роберт Смит Уилл Стивенс Дрис Вантор                     | Ferrari 488 GTE               | M    | 333   |
| 26    | LMGTE Am  | 84    | JMW Motorsport             | Роберт Смит Уилл Стивенс Дрис Вантор                     | Ferrari F154CB 3.9 L Turbo V8 | M    | 333   |
| 27    | LMGTE Pro | 66    | Ford Chip Ganassi Team UK  | Штефан Мюке Оливье Пла Билли Джонсон                     | Ford GT                       | M    | 332   |
| 27    | LMGTE Pro | 66    | Ford Chip Ganassi Team UK  | Штефан Мюке Оливье Пла Билли Джонсон                     | Ford EcoBoost 3.5 L Turbo V6  | M    | 332   |
| 28    | LMGTE Am  | 55    | Spirit of Race             | Данкан Кэмерон Аарон Скотт Марко Чочи                    | Ferrari 488 GTE               | M    | 331   |
| 28    | LMGTE Am  | 55    | Spirit of Race             | Данкан Кэмерон Аарон Скотт Марко Чочи                    | Ferrari F154CB 3.9 L Turbo V8 | M    | 331   |
| 29    | LMGTE Am  | 62    | Scuderia Corsa             | Купер Макнил Билл Свидлер Таунсенд Белл                  | Ferrari 488 GTE               | M    | 331   |
| 29    | LMGTE Am  | 62    | Scuderia Corsa             | Купер Макнил Билл Свидлер Таунсенд Белл                  | Ferrari F154CB 3.9 L Turbo V8 | M    | 331   |
| 30    | LMGTE Am  | 99    | Beechdean AMR              | Эндрю Ховард Росс Ганн Оливер Брайант                    | Aston Martin Vantage GTE      | D    | 331   |
| 30    | LMGTE Am  | 99    | Beechdean AMR              | Эндрю Ховард Росс Ганн Оливер Брайант                    | Aston Martin 4.5 L V8         | D    | 331   |
| 31    | LMGTE Am  | 61    | Clearwater Racing          | Мок Вен Сунь Кейта Сава Мэтт Гриффин                     | Ferrari 488 GTE               | M    | 330   |
| 31    | LMGTE Am  | 61    | Clearwater Racing          | Мок Вен Сунь Кейта Сава Мэтт Гриффин                     | Ferrari F154CB 3.9 L Turbo V8 | M    | 330   |
| 32    | LMP2      | 45    | Algarve Pro Racing         | Марк Паттерсон Мэтт Макмарри Венсан Капийер              | Ligier JS P217                | D    | 330   |
| 32    | LMP2      | 45    | Algarve Pro Racing         | Марк Паттерсон Мэтт Макмарри Венсан Капийер              | Gibson GK428 4.2 L V8         | D    | 330   |
| 33    | LMP2      | 27    | SMP Racing                 | Михаил Алёшин Сергей Сироткин Виктор Шайтар              | Dallara P217                  | D    | 330   |
| 33    | LMP2      | 27    | SMP Racing                 | Михаил Алёшин Сергей Сироткин Виктор Шайтар              | Gibson GK428 4.2 L V8         | D    | 330   |
| 34    | LMGTE Am  | 77    | Dempsey-Proton Racing      | Кристиан Рид Марвин Динст Маттео Кайроли                 | Porsche 911 RSR               | D    | 329   |
| 34    | LMGTE Am  | 77    | Dempsey-Proton Racing      | Кристиан Рид Марвин Динст Маттео Кайроли                 | Porsche 4.0 L Flat-6          | D    | 329   |
| 35    | LMGTE Am  | 90    | TF Sport                   | Салих Йолуч Юэн Хэнки Роб Белл                           | Aston Martin Vantage GTE      | D    | 329   |
| 35    | LMGTE Am  | 90    | TF Sport                   | Салих Йолуч Юэн Хэнки Роб Белл                           | Aston Martin 4.5 L V8         | D    | 329   |
| 36    | LMGTE Am  | 98    | Aston Martin Racing        | Пол Далла Лана Матиас Лауда Педру Лами                   | Aston Martin Vantage GTE      | D    | 329   |
| 36    | LMGTE Am  | 98    | Aston Martin Racing        | Пол Далла Лана Матиас Лауда Педру Лами                   | Aston Martin 4.5 L V8         | D    | 329   |
| 37    | LMGTE Am  | 93    | Proton Competition         | Патрик Лонг Майк Хедланг Абдулазиз аль-Файсал            | Porsche 911 RSR               | D    | 329   |
| 37    | LMGTE Am  | 93    | Proton Competition         | Патрик Лонг Майк Хедланг Абдулазиз аль-Файсал            | Porsche 4.0 L Flat-6          | D    | 329   |
| 38    | LMGTE Am  | 86    | Gulf Racing UK             | Майкл Уэйнрайт Бен Баркер Ник Форстер                    | Porsche 911 RSR               | D    | 328   |
| 38    | LMGTE Am  | 86    | Gulf Racing UK             | Майкл Уэйнрайт Бен Баркер Ник Форстер                    | Porsche 4.0 L Flat-6          | D    | 328   |
| 39    | LMP2      | 22    | G-Drive Racing             | Мемо Рохас Рё Хиракава Хосе Гутьеррес                    | Oreca 07                      | D    | 327   |
| 39    | LMP2      | 22    | G-Drive Racing             | Мемо Рохас Рё Хиракава Хосе Гутьеррес                    | Gibson GK428 4.2 L V8         | D    | 327   |
| 40    | LMGTE Am  | 60    | Clearwater Racing          | Ричард Уи Алвару Паренте Хироки Като                     | Ferrari 488 GTE               | M    | 327   |
| 40    | LMGTE Am  | 60    | Clearwater Racing          | Ричард Уи Алвару Паренте Хироки Като                     | Ferrari F154CB 3.9 L Turbo V8 | M    | 327   |
| 41    | LMGTE Am  | 54    | Spirit of Race             | Томан Флор Франческо Кастеллаччи Оливье Беретта          | Ferrari 488 GTE               | M    | 326   |
| 41    | LMGTE Am  | 54    | Spirit of Race             | Томан Флор Франческо Кастеллаччи Оливье Беретта          | Ferrari F154CB 3.9 L Turbo V8 | M    | 326   |
| 42    | LMGTE Am  | 83    | DH Racing                  | Трейси Крон Никлас Йонсон Андреа Бертолини               | Ferrari 488 GTE               | M    | 320   |
| 42    | LMGTE Am  | 83    | DH Racing                  | Трейси Крон Никлас Йонсон Андреа Бертолини               | Ferrari F154CB 3.9 L Turbo V8 | M    | 320   |
| 43    | LMP2      | 39    | Graff                      | Эрик Труйе Энцо Гиббер Джеймс Уинслоу                    | Oreca 07                      | D    | 318   |
| 43    | LMP2      | 39    | Graff                      | Эрик Труйе Энцо Гиббер Джеймс Уинслоу                    | Gibson GK428 4.2 L V8         | D    | 318   |
| 44    | LMGTE Am  | 65    | Scuderia Corsa             | Кристина Нильсен Алессандро Бальцан Брет Кёртис          | Ferrari 488 GTE               | M    | 314   |
| 44    | LMGTE Am  | 65    | Scuderia Corsa             | Кристина Нильсен Алессандро Бальцан Брет Кёртис          | Ferrari F154CB 3.9 L Turbo V8 | M    | 314   |
| 45    | LMP2      | 49    | ARC Bratislava             | Мирослав Конопка Константин Цалко Рик Брёкерс            | Ligier JS P217                | M    | 314   |
| 45    | LMP2      | 49    | ARC Bratislava             | Мирослав Конопка Константин Цалко Рик Брёкерс            | Gibson GK428 4.2 L V8         | M    | 314   |
| 46    | LMGTE Pro | 51    | AF Corse                   | Джеймс Каладо Алессандро Пьер Гвиди Микеле Руголо        | Ferrari 488 GTE               | M    | 312   |
| 46    | LMGTE Pro | 51    | AF Corse                   | Джеймс Каладо Алессандро Пьер Гвиди Микеле Руголо        | Ferrari F154CB 3.9 L Turbo V8 | M    | 312   |
| 47    | LMP2      | 43    | Keating Motorsport         | Бен Китинг Рики Тейлор Йерун Блекемолен                  | Riley Mk. 30                  | M    | 312   |
| 47    | LMP2      | 43    | Keating Motorsport         | Бен Китинг Рики Тейлор Йерун Блекемолен                  | Gibson GK428 4.2 L V8         | M    | 312   |
| 48    | LMGTE Am  | 50    | Larbre Compétition         | Ромен Брандела Кристиан Филиппон Фернандо Реес           | Chevrolet Corvette C7.R       | M    | 309   |
| 48    | LMGTE Am  | 50    | Larbre Compétition         | Ромен Брандела Кристиан Филиппон Фернандо Реес           | Chevrolet 5.5 L V8            | M    | 309   |
| НФ    | LMP1      | 1     | Porsche LMP Team           | Нил Яни Ник Тэнди Андре Лоттерер                         | Porsche 919 Hybrid            | M    | 318   |
| НФ    | LMP1      | 1     | Porsche LMP Team           | Нил Яни Ник Тэнди Андре Лоттерер                         | Porsche 2.0 L Turbo V4        | M    | 318   |
| НФ    | LMP2      | 23    | Panis Barthez Competition  | Фабьен Бартез Тимоте Бюре Натанаэль Бертон               | Ligier JS P217                | M    | 296   |
| НФ    | LMP2      | 23    | Panis Barthez Competition  | Фабьен Бартез Тимоте Бюре Натанаэль Бертон               | Gibson GK428 4.2 L V8         | M    | 296   |
| НФ    | LMP2      | 28    | TDS Racing                 | Франсуа Перродо Эммануэль Коллар Матьё Ваксивьер         | Oreca 07                      | D    | 213   |
| НФ    | LMP2      | 28    | TDS Racing                 | Франсуа Перродо Эммануэль Коллар Матьё Ваксивьер         | Gibson GK428 4.2 L V8         | D    | 213   |
| НФ    | LMGTE Pro | 92    | Porsche GT Team            | Микаэль Кристенсен Кевин Эстр Дирк Вернер                | Porsche 911 RSR               | M    | 179   |
| НФ    | LMGTE Pro | 92    | Porsche GT Team            | Микаэль Кристенсен Кевин Эстр Дирк Вернер                | Porsche 4.0 L Flat-6          | M    | 179   |
| НФ    | LMP1      | 9     | Toyota Gazoo Racing        | Хосе Мария Лопес Николя Лапьер Юдзи Кунимото             | Toyota TS050 Hybrid           | M    | 160   |
| НФ    | LMP1      | 9     | Toyota Gazoo Racing        | Хосе Мария Лопес Николя Лапьер Юдзи Кунимото             | Toyota 2.4 L Turbo V6         | M    | 160   |
| НФ    | LMP1      | 7     | Toyota Gazoo Racing        | Майк Конвей Камуи Кобаяси Стефан Сарразан                | Toyota TS050 Hybrid           | M    | 154   |
| НФ    | LMP1      | 7     | Toyota Gazoo Racing        | Майк Конвей Камуи Кобаяси Стефан Сарразан                | Toyota 2.4 L Turbo V6         | M    | 154   |
| НФ    | LMP2      | 25    | CEFC Manor TRS Racing      | Роберто Гонсалес Симон Труммер Виталий Петров            | Oreca 07                      | D    | 152   |
| НФ    | LMP2      | 25    | CEFC Manor TRS Racing      | Роберто Гонсалес Симон Труммер Виталий Петров            | Gibson GK428 4.2 L V8         | D    | 152   |
| НФ    | LMGTE Pro | 82    | Risi Competizione          | Тони Виландер Джанкарло Физикелла Пьер Каффер            | Ferrari 488 GTE               | M    | 72    |
| НФ    | LMGTE Pro | 82    | Risi Competizione          | Тони Виландер Джанкарло Физикелла Пьер Каффер            | Ferrari F154CB 3.9 L Turbo V8 | M    | 72    |
| НФ    | LMP2      | 26    | G-Drive Racing             | Роман Русинов Пьер Тирье Алекс Линн                      | Oreca 07                      | D    | 20    |
| НФ    | LMP2      | 26    | G-Drive Racing             | Роман Русинов Пьер Тирье Алекс Линн                      | Gibson GK428 4.2 L V8         | D    | 20    |
| НФ    | LMGTE Am  | 88    | Proton Competition         | Клаус Бахлер Стефан Лемере Халид аль-Кубайси             | Porsche 911 RSR               | D    | 18    |
| НФ    | LMGTE Am  | 88    | Proton Competition         | Клаус Бахлер Стефан Лемере Халид аль-Кубайси             | Porsche 4.0 L Flat-6          | D    | 18    |
| НФ    | LMP1      | 4     | ByKolles Racing Team       | Доминик Крайхамер Оливер Уэбб Марко Бонаноми             | ENSO CLM P01/01               | M    | 7     |
| НФ    | LMP1      | 4     | ByKolles Racing Team       | Доминик Крайхамер Оливер Уэбб Марко Бонаноми             | Nismo VRX30A 3.0 L Turbo V6   | M    | 7     |
| ДСК   | LMP2      | 13    | Vaillante Rebellion        | Нельсон Пике-младший Матиас Беш Давид Хейнемейер Ханссон | Oreca 07                      | D    | —     |
| ДСК   | LMP2      | 13    | Vaillante Rebellion        | Нельсон Пике-младший Матиас Беш Давид Хейнемейер Ханссон | Gibson GK428 4.2 L V8         | D    | —     |

## Комментарии
1. ↑  Результат исключён из протокола за нарушение режима закрытого парка после завершения первой квалификационной сессии[25].
2. ↑  Виновным в аварии был признан Русинов. Экипаж № 26 команды G-Drive Racing получил штраф в виде 3-минутного stop-and-go на следующем этапе в Нюрбургринге[32].
3. ↑  Команды маршалов имеют более высокий приоритет по сравнению с сигналами светофоров на трассе и световых индикаторов в кокпитах[40].
4. ↑  В штатном режиме разгон спортпрототипов Toyota с места до 80 км/ч производится с помощью тягового электродвигателя системы рекуперативного торможения, и только после этого к трансмиссии подключается двигатель внутреннего сгорания[40].
5. ↑  Первоначальное предположение о столкновении с прототипом № 47 команды Cetilar Villorba Corse[41], выезжавшим на трассу после пит-стопа, оказалось ошибочным.
6. ↑  После гонки Лапьер и Труммер традиционно для подобного рода случаев обменялись взаимными обвинениями, а официальное расследование виновных не выявило[42]. Точную причину столкновения установить также не удалось[43].
7. ↑  Вместо травмированного Себастьена Бурде[59].
8. ↑  Вместо травмированного Лукаса ди Грасси[60].